# Psicologia histórico-cultural
Entre os seus principais autores e proponentes situam-se as contribuições de Lev Vygotsky para quem os fatores biológicos e sociais constituem-se como caminhos complementares de investigação, no processo em que o biológico se transforma no sócio-histórico requerendo tanto o conhecimento do cérebro como substrato material da atividade psicológica como o estudo da cultura como parte essencial da constituição do ser humano. Ao compreender a aprendizagem como parte primordial ao desenvolvimento humano, Vigotski (1997; 2004; 2017) concebe a educação como campo intencionalmente estruturado e qualitativamente mediado em direção aos processos de ensino e aprendizagem que favorece a criação (em maior ou menor monta) de condições de construção e reelaboração de saberes e práticas.
O objeto da psicologia cultural-histórica é semelhante aos problemas ou temas também abordados pela psicologia social, psicologia comunitária  e inter-disciplinas como a etnopsicologia e sobretudo com a psicologia sócio-histórica. Em resenha ao livro de Psicologia Sócio-Histórica de Bock et al. (Orgs.) Mattos  resume que: 
Tal vertente situa-se no âmbito da Psicologia Social e é uma das correntes significativas desta disciplina. Inspira-se nos trabalhos de autores como Vygotsky, Leontiev, Luria e Politzer, que procuraram transportar a filosofia materialista histórica e dialética (articulada sobretudo por Marx e Engels) para a Psicologia. (Mattos o.c.)

## A psicologia histórico-cultural e sócio-histórica
Na segunda metade dos anos de 1920 e início dos anos de 1930, na União Soviética, um grupo de pesquisadores formado por   Alexander Romanovich Luria, Alexei Nikolaievich Leontiev, liderados por Lev Semenovich Vygotsky, constituíram o que foi chamado de “troika”, que procurou desenvolver uma teoria que descrevesse e explicasse as funções psicológicas superiores, uma psicologia radicalmente nova que se utilizasse “dos métodos e princípios do materialismo dialético, para compreensão do aspecto intelectual humano”. Esta aproximação inter-relacionou análises “culturais” e ”históricas", à "psicologia instrumental" usualmente conhecida, em nossos dias, como teoria histórico-cultural (ou sócio-histórica) do psiquismo.Enfatiza o papel mediador da cultura, particularmente da linguagem, no desenvolvimento das funções psicológicas superiores, de acordo com os três planos genéticos a filogênese, ontogênese e sociogênese.
No referido livro Psicologia Sócio-Histórica (Orgs.) em seu artigo de apresentação da perspectiva crítica em psicologia da psicologia sócio-histórica,  Ana Bock, referindo-se a dicotomia entre o natural (biológico) e social, já presente nas proposições de Wilhelm Wundt (1832-1920) de uma psicologia experimental e uma psicologia social considera que esta, a psicologia Sócio-Histórica tem como base a psicologia Histórico-Cultural de Vigotsky que desde seus primórdios já se apresenta como uma possibilidade dessas visões dicotômicas de constituição da psicologia citando o discurso deste autor no II Congresso Pan-Russo de Psiconeurologia, em 1924, sobre o método de investigação reflexológica e psicológica criticando as tendencias reducionistas da época.
Não há, portanto, como deixar de referir-se às proposições de Lev Vygotsky  tendo como base os princípios da neurociência moderna estabelecidos na teoria dos reflexos condicionados estabelecidos por I. Pavlov (1849 - 1936), prêmio Nobel de Fisiologia ou Medicina de 1904; das teorias de psicologia até então constituídas das quais foi um crítico revisor e tradutor para Rússia (notavelmente as teorias da "Gestalt", da Psicanálise e o "Behaviorismo", além das idéias do educador suíço Jean Piaget) e sobretudo a partir das proposições teóricas do materialismo histórico propondo uma reorganização da Psicologia, antevendo a tendência de unificação das Ciências Humanas 
Entre as referências ao materialismo histórico das teoria de Karl Marx (1818-1883), inquestionavelmente relacionado ao zeitgeist da Russia na época da revolução  e Instituto de Psicologia de Moscou, onde lecionava podem ser citados os seguintes textos:
1925 - "O consciente como problema da psicologia do comportamento" In: Psicologia e marxismos. I.175-98 Moscou-Lenigrado. Casa de publicação do Governo 1925 (em russo)   
1926 - Critica de A psique de crianças proletárias, de Otto Rulle (Moscou-Lenigrado, 1926) Arquivo pessoal de L. S. Vygotsky. Manuscrito, 3 pp.
1930 - "A reconstrução comunista do homem". Varnitso, 1930 nº 9 e 10 pp. 36-44
Observe-se que o conceito de cultura, apesar de diversidade de significados que possui hoje também corresponde às noções de "modo de vida" (way of life) utilizado por Marx e Engels (1820-1895) por influência de Lewis Morgan (1818-1881), um dos precursores da antropologia no século passado, cuja obra inspirou obras A Origem da Família, da Propriedade Privada e do Estado (Engels, 1883) e Marx em diversas instâncias da principal obra de Marx O capital (iniciado em 1867). 